# Onuškis
Onuškis (polska: Hanuszyszki) är en ort i Vilnius län i södra Litauen, belägen ungefär 30 km från Trakai och 16 km söder om Aukštadvaris. Enligt folkräkningen från 2011 har staden ett invånarantal på 519 personer.